# 마르크스주의 소외론
마르크스주의 소외론(영어: Karl Marx's theory of alienation)은 인간이 층상계급사회에 삶으로 인하여 그 본성으로부터 멀어지는(소외되는) 현상을 논한다. 인간본질로부터의 소외는 인간이 계급의 기계적 부품이 되고 인간성을 상실함으로써 발생하는 것이다.
인간소외의 이론적 기저는 자본주의적 생산양식에 있다. 자본주의 생산양식에서 노동자는 스스로의 생명과 운명을 결정할 능력을 상실하며, 자기 행동의 결정자로서 스스로를 사유-납득할 능력을 박탈당한다. 자본제 사회에서 인간이 다른 인간과의 관계를 정의하기 위해서는 그들이 노동으로써 생산해낸 상품과 용역의 가치에 의존해야 한다. 비록 노동자는 자율적이고 자주적인 인간이지만, 경제적 존재로서 노동자는 생산수단을 독점한 부르주아가 전횡하는 경제적 목표를 향해서만 추동되는 것이다. 부르주아는 자기들끼리의 경쟁에서 살아남기 위해 최대한의 잉여가치를 창출해야 하기 때문에 노동자를 계속 착취하고 소외시킬 수밖에 없다. 즉 자본제 사회에서 노동자들의 노동은 소외노동(독일어: entfremdete Arbeit 엔트프렘테테 아르바이트[*], 영어: alienated labour)인 것이다.
이 소외론을 표현한 것은 1844년 경제학 철학 초고이다. 여기서 소외 개념은 루트비히 포이어바흐의 『기독교의 본질』에 영향을 받았다. 포이어바흐는 초현실적 신이 존재한다는 관념이 인간을 인간의 자연한 특성으로부터 소외시킨다고 주장했다. 마르크스와 엥겔스는 이것을 독일 이데올로기에서 보다 발전시키게 된다.

## 같이 보기
- 상품물신성
- 탈주술화